# Circuito de Pescara
O Circuito de Pescara foi um autódromo localizado na cidade de Pescara, na Itália.
Foi usado para sediar a Fórmula 1 apenas em 1957, e a única corrida disputada neste circuito de 25,8 quilômetros foi vencida pelo inglês Stirling Moss.

## Vencedores
O fundo rosa indica que a prova não fez parte do Campeonato Mundial de Fórmula 1.

| Ano                      | Piloto                | Construtor | Resumo   |
| ------------------------ | --------------------- | ---------- | -------- |
| 1957                     | Stirling Moss         | Vanwall    | Detalhes |
| Não houve em 1955 e 1956 |                       |            |          |
| 1954                     | Luigi Musso           | Maserati   | Detalhes |
| Não houve em 1952 e 1953 |                       |            |          |
| 1951                     | José Froilán González | Ferrari    | Detalhes |
| 1950                     | Juan Manuel Fangio    | Alfa Romeo | Detalhes |